# よっしゃあ漢唄
『よっしゃあ漢唄』（よっしゃあおとこうた）は、2009年3月4日にキングレコードより発売された、角田信朗および日野あずきによる「CR花の慶次〜斬」のオリジナルタイアップ曲。

## 概要
オリジナル曲「よっしゃあ漢唄」および「漢花（おとこばな）」は真戦モード（確変）中に流れる曲で、前作に引き続き使用された「傾奇者恋歌」は15R大当たり中に流れる。いずれも前作に続いて格闘家・角田信朗が歌っている。
本作から新たに採用された女性ボーカルは日野あずきによるもので、もののふリーチからのプレミアム大当たり時には「ひとひらの花」が、4種あるプレミアムラウンド大当たり時「煌き」が流れる。
2008年12月24日にはオリジナル盤CDの先行発売とプロモーションビデオの公開が、CD正式リリースに先駆けて行われている。
WBA世界ミニマム級王者・宮崎亮の入場曲であり、2013年5月8日にボディメーカーコロシアムで行われた初防衛戦では角田が生歌唱した。その他、サッカーJリーグでは角田誠（ベガルタ仙台在籍時の2014年から川崎フロンターレ在籍時の2015年途中まで）および西村拓真（横浜F・マリノス）、日本プロ野球では中村奨吾（千葉ロッテマリーンズ）、韓国プロ野球では呉正福（KTウィズ）の応援歌の原曲となっている。

## 収録曲
1. よっしゃあ漢唄
作詞：北原星望、真間稜　作曲・編曲：渡部チェル、吉田隆　歌：角田信朗
2. ひとひらの花
作詞：原哲夫、森由里子　作曲・編曲：後藤次利　歌：日野あずき
3. 煌き
作詞：原哲夫　作曲・編曲：後藤次利　歌：日野あずき
4. 漢花 (D&B Reachin' Mix)
作詞：真間稜、北原星望　作曲・編曲：渡部チェル　編曲：ZAKI　歌：角田信朗
5. 傾奇者恋歌 (Rainbow Trout Mix)
作詞：真間稜、北原星望　作曲：池毅　編曲：Kiyohisa Aiki　歌：角田信朗
6. よっしゃあ漢唄 (カラオケ)
7. ひとひらの花 (カラオケ)
8. 煌き (カラオケ)